# Бонвиль-э-Сент-Ави-де-Фюмадьер
Бонви́ль-э-Сент-Ави́-де-Фюмадье́р (фр. Bonneville-et-Saint-Avit-de-Fumadières) — коммуна во Франции, находится в регионе Аквитания. Департамент — Дордонь. Входит в состав кантона Пеи-де-Монтень и Гюрсон. Округ коммуны — Бержерак.
Код INSEE коммуны — 24048.

## История
Коммуна была образована в 1836 году путём слияния коммун Бонвиль и Сент-Ави-де-Фюмадьер.

## География

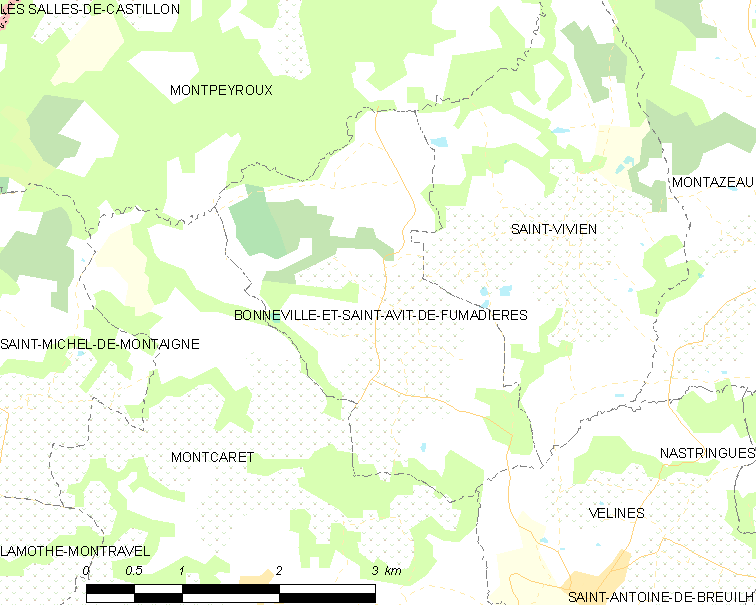
Карта коммуны

Коммуна расположена приблизительно в 480 км к югу от Парижа, в 55 км восточнее Бордо, в 60 км к юго-западу от Перигё.
На севере коммуны протекает река Лидуар.

### Климат
Климат умеренный океанический со средним уровнем осадков, которые выпадают преимущественно зимой. Лето здесь долгое и тёплое, однако также довольно влажное, здесь не бывает регулярных периодов летней засухи. Средняя температура января — 5 °C, июля — 18 °C. Изредка вследствие стечения неблагоприятных погодных условий может наблюдаться непродолжительная засуха или случаются поздние заморозки. Климат меняется очень часто, как в течение сезона, так и год от года.

## Население
Население коммуны на 2010 год составляло 308 человек.
| 1962 | 1968 | 1975 | 1982 | 1990 | 1999 | 2010 |
| ---- | ---- | ---- | ---- | ---- | ---- | ---- |
| 247  | 220  | 195  | 214  | 216  | 216  | 308  |

## Администрация
| Период | Период | Фамилия    | Партия                  | Примечания                                    |
| ------ | ------ | ---------- | ----------------------- | --------------------------------------------- |
| 2001   | 2020   | Серж Фурко | Социалистическая партия | предприниматель; генеральный советник кантона |

## Экономика
В 2010 году среди 184 человек трудоспособного возраста (15—64 лет) 135 были экономически активными, 49 — неактивными (показатель активности — 73,4 %, в 1999 году было 75,4 %). Из 135 активных жителей работали 130 человек (68 мужчин и 62 женщины), безработных было 5 (3 мужчин и 2 женщины). Среди 49 неактивных 11 человек были учениками или студентами, 21 — пенсионерами, 17 были неактивными по другим причинам.

## Достопримечательности
- Церковь Св. Иоанна Крестителя (XV век). Исторический памятник с 1986 года[5]
- Замок Валаду (XVII век)

## Фотогалерея

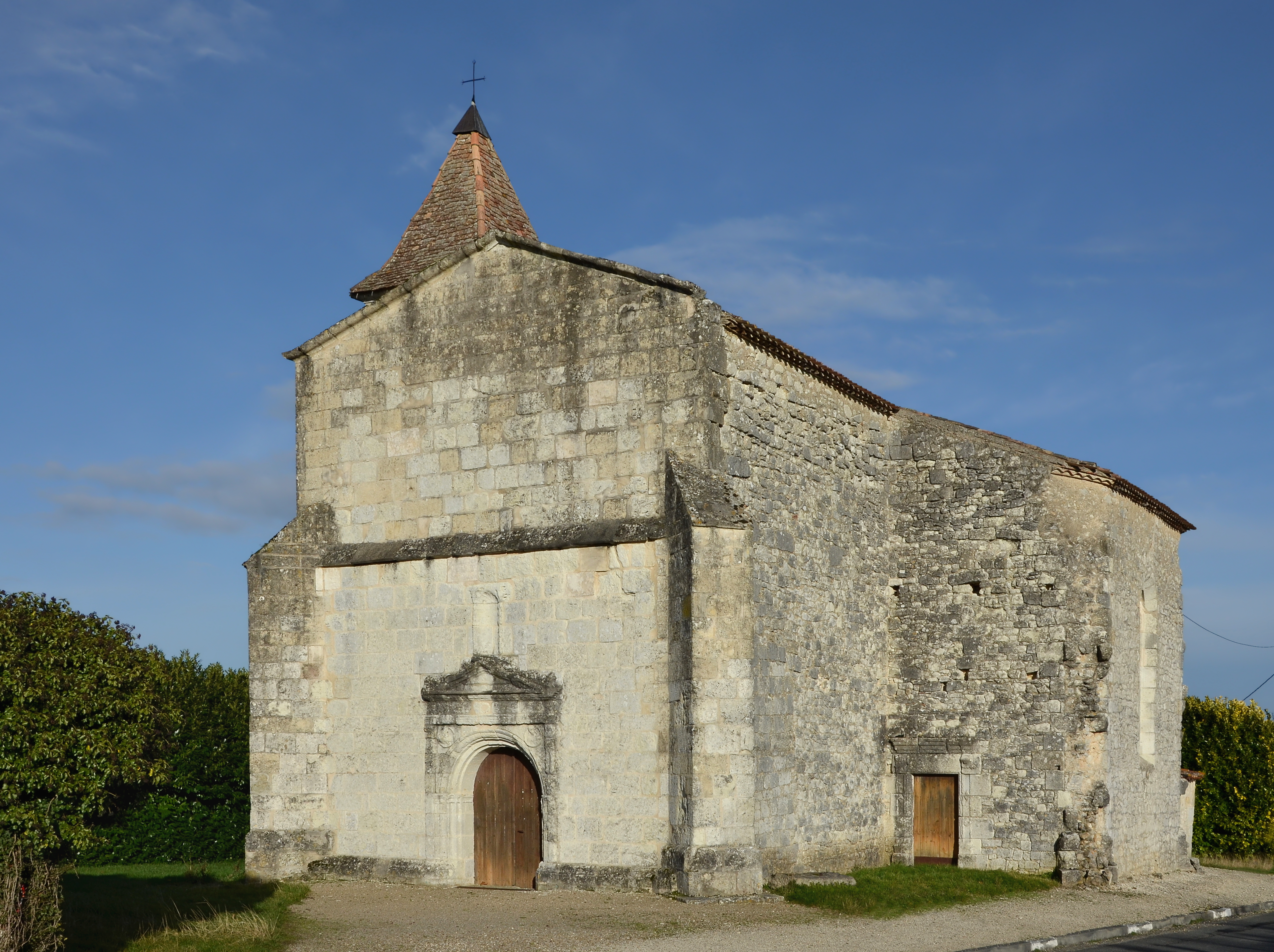
Церковь Св. Иоанна Крестителя
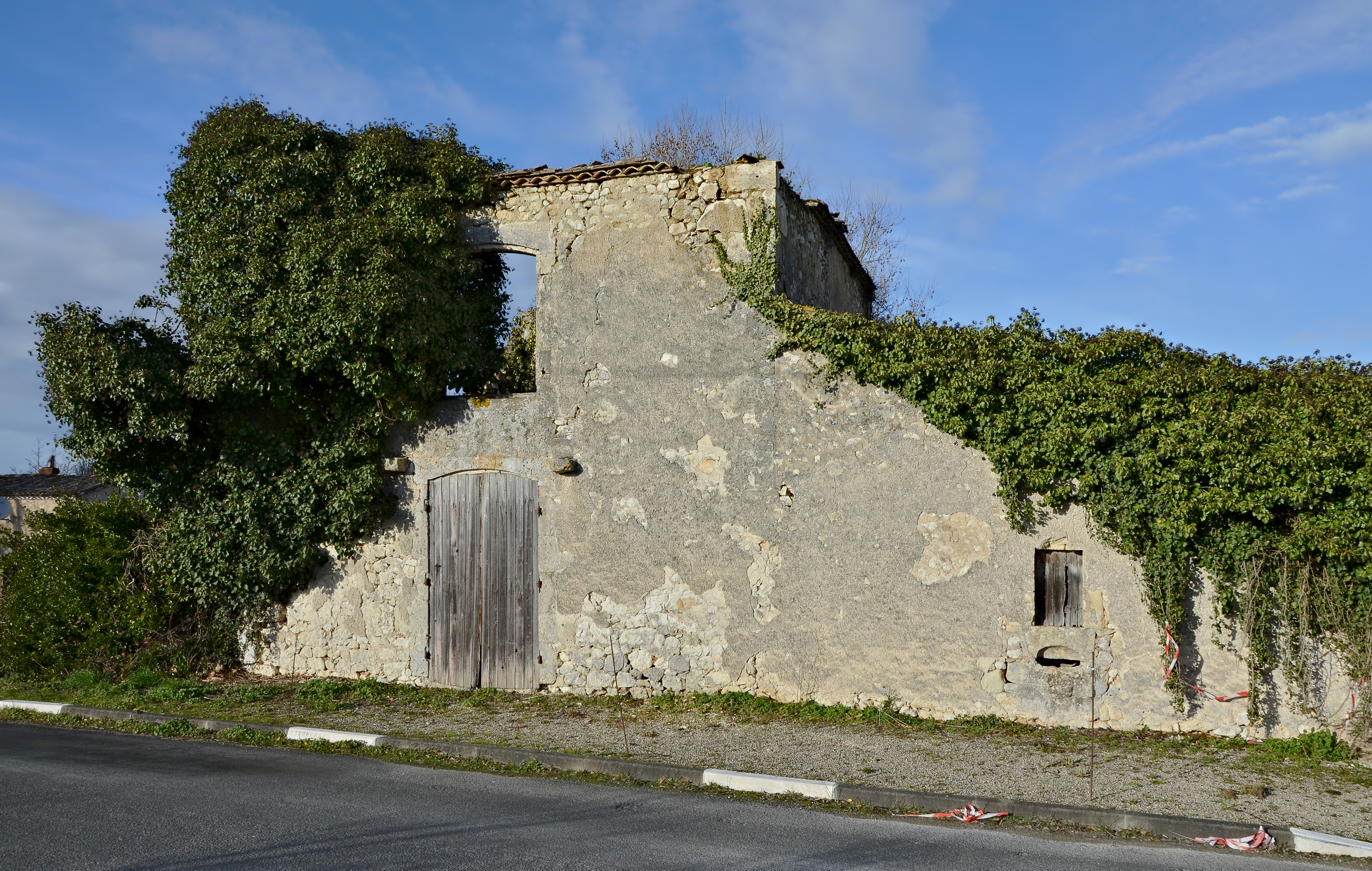
Руины дома, обвитого плющом
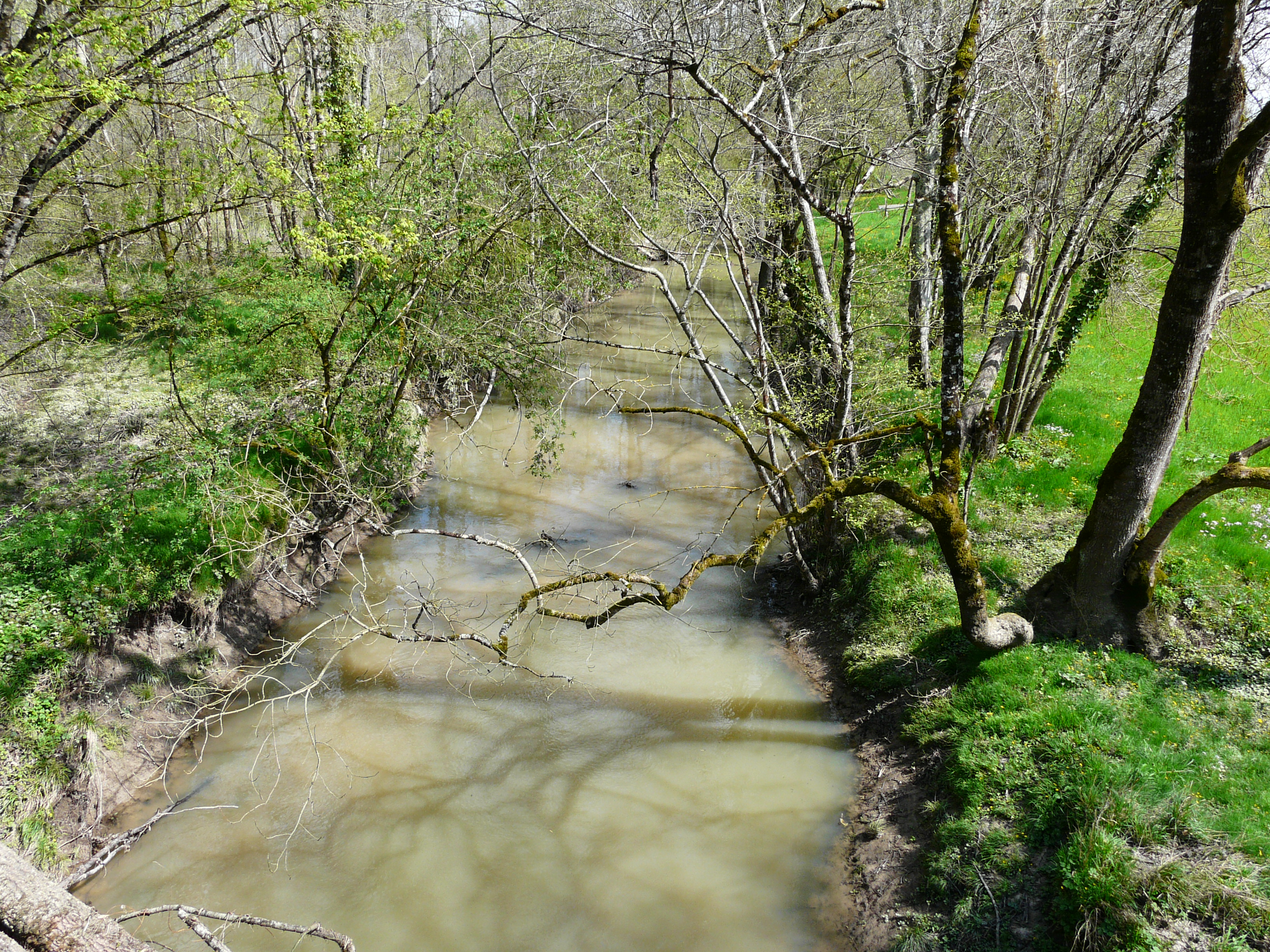
Река Лидуар